# Dystasia similis
Dystasia similis är en skalbaggsart som beskrevs av Charles Joseph Gahan 1907. Dystasia similis ingår i släktet Dystasia och familjen långhorningar. Inga underarter finns listade i Catalogue of Life.